# Maciej Kawalski
Maciej Kawalski – polski reżyser i scenarzysta filmowy. 

## Życiorys
Pochodzi z Katowic, gdzie uczęszczał do II Liceum Ogólnokształcącego im. Marii Konopnickiej. Ukończył studia medyczne na Śląskim Uniwersytecie Medycznym w Katowicach. Równolegle z nauką na SUM podjął studia w Szkole Filmowej im. Krzysztofa Kieślowskiego. 
Jako reżyser debiutował w 2011 roku. Jego pierwszym pełnometrażowym filmem był film Niebezpieczni dżentelmeni z 2022 roku. Od czasów licealnych współpracuje z operatorem filmowym Pawłem Dyllusem, którego poznał podczas zajęć w ramach kółek filmowych w Pałacu Młodzieży w Katowicach.

## Filmografia
Źródło:
- Zegarmistrz (2011)
- Kobieta za ladą (2011)
- The Last Waltz (2014)
- Atlas (2018)
- Mały zgon (2020)
- Usłysz mnie (odcinek cyklu Planeta singli. Osiem historii, 2021)
- Niebezpieczni dżentelmeni (2022)
- Lalka (2026, planowane)[7]

## Nagrody i wyróżnienia
W 2015 roku jego film The Last Waltz otrzymał nagrodę dla najlepszego krótkometrażowego filmu fabularnego i dla najlepszego reżysera na Los Angeles Cinema Festival of Hollywood. 
W 2018 i 2019 roku film Atlas otrzymał Nagrodę Multimedia Polska w Konkursie Filmów Krótkometrażowych na Festiwalu Polskich Filmów Fabularnych, Nagrodę Canal+ dla najlepszej fabuły na Koszalińskim Festiwalu Debiutów Filmowych „Młodzi i Film”, „Srebrnego Lajkonika” dla najlepszego krótkometrażowego filmu fabularnego na Krakowskim Festiwalu Filmowym, Nagrodę Publiczności Festiwalu Filmowego Opolskie Lamy, Grand Prix Bermuda International Film Festival, „Złotego Tancerza” Międzynarodowym Festiwalu Filmów Krótkometrażowych w Huesca, nagrodę dla najlepszego krótkiego filmu fabularnego na Miami Short Film Festival, nagrodę dla najlepszej komedii New York Movie Awards, Grand Prix Festiwalu Filmów Optymistycznych Happy End, nagrodę dla najlepszego krótkiego filmu fabularnego Rome International Film Festival, nagrodę za najlepszą reżyserię i nagrodę dla najlepszego krótkiego filmu European Cinematography Awards oraz Nagrodę Publiczności DC Shorts International Film Festival.
W 2022 roku film Niebezpieczni dżentelmeni otrzymał Nagrodę Publiczności Warszawskiego Międzynarodowego Festiwalu Filmowego.